# Магелланов гусь

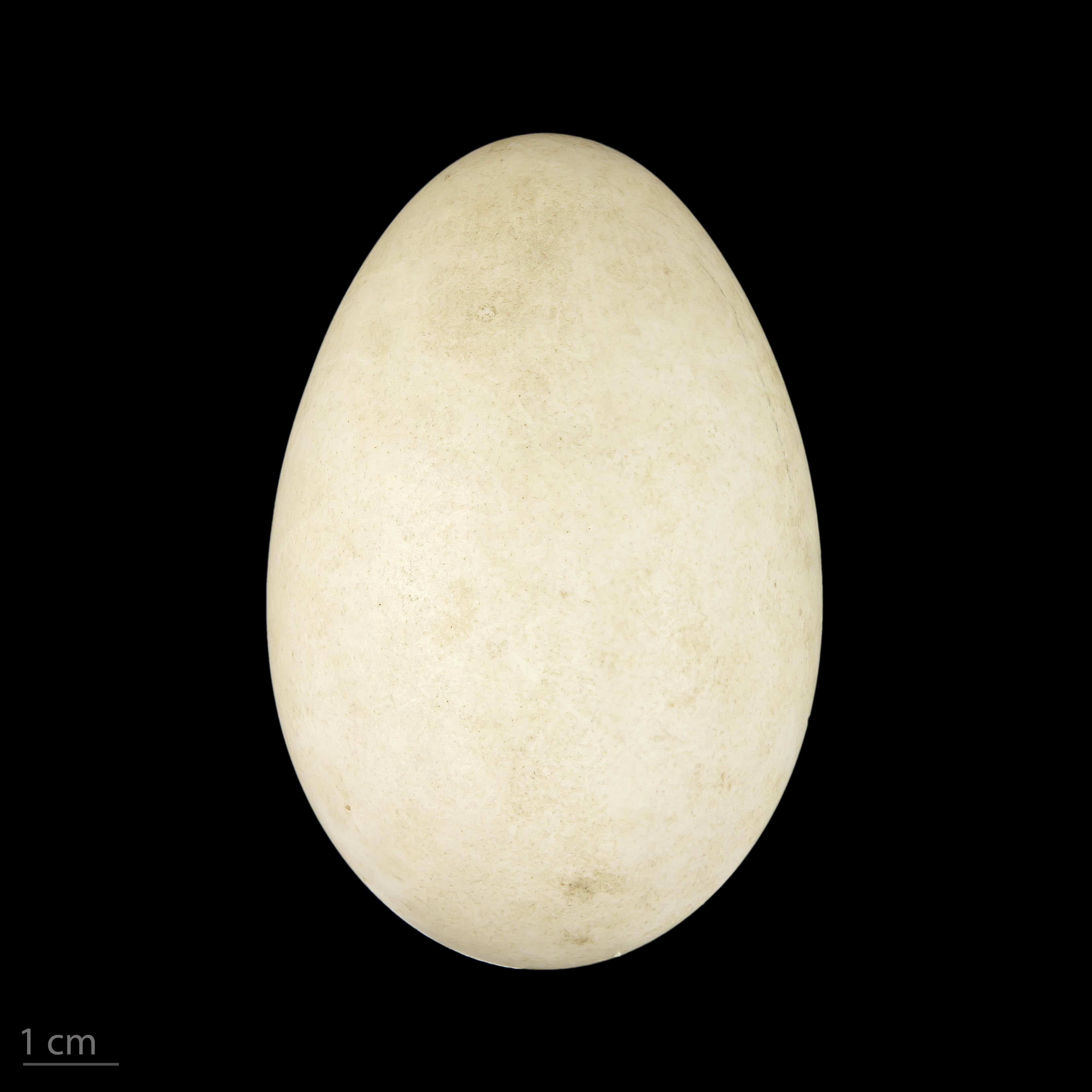
яйцо Chloephaga picta - Тулузский музеум

Магелланов гусь, или обыкновенный магелланов гусь (лат. Chloephaga picta) — водоплавающая птица из рода патагонских гусей семейства утиных (Anatidae).

## Описание
Длина тела составляет от 60 до 65 см, масса тела — в среднем 3,1 кг. 
У самца на голове, груди и брюхе оперение белого цвета, в остальном оперение серого цвета. Окраска оперения у самки от серого до коричневого цвета. Своей окраской самки магелланова гуся похожи на красноголового гуся (Chloephaga rubidiceps). Следующим отличительным признаком является цвет лап. У самки они от оранжевого до жёлтого цвета, у самца от тёмно-серого до чёрного цвета. Клюв у обоих полов чёрный.

## Распространение
Области гнездования расположены на травянистых ландшафтах на юге Южной Америки. На побережье Огненной Земли, Чили, Патагонии или на Фолклендских островах магелланов гусь живёт парами часто вблизи водоёмов, которые птицы посещают редко. В марте птицы мигрируют большими стаями в северные области, и только небольшая часть остаётся в областях гнездования. 

## Размножение
Магеллановы гуси образуют многолетние семейные союзы. Отдельные гнездящиеся пары занимают маленькие, но строго ограниченные друг от друга участки территории вблизи воды. Свои гнёзда птицы устраивают на сухой земле в выкопанных под кустами, в высокой траве или просто без какого-либо ограждения углублениях. Выстилкой для гнезда служат растительный материал и пух. В кладке от 5 до 8 яиц. Высиживание длится от 30 до 32 дней. В уходе за птенцами участвуют обе родительские птицы. В это время у птиц проходит линька и они неспособны к полёту.

## Подвиды
Выделяют 2 подвида:
- Chloephaga picta picta — юг Южной Америки,
- Chloephaga picta leucoptera — Фолклендские острова